# Chionaema nexilis
Chionaema nexilis är en fjärilsart som beskrevs av Max Wilhelm Karl Draudt 1914. Chionaema nexilis ingår i släktet Chionaema och familjen björnspinnare. Inga underarter finns listade i Catalogue of Life.